# Alexius Frederik Christiaan van Anhalt-Bernburg
Alexius Frederik Christiaan (Ballenstedt, 12 juni 1767 — aldaar, 24 maart 1834) was van 1796 tot 1806 vorst en daarna tot 1834 hertog van Anhalt-Bernburg.

## Leven
Hij was de zoon van vorst Frederik Albrecht en Louise van Holstein-Plön en besteeg de troon na de dood van zijn vader in 1796. Het jaar daarop breidde hij zijn land uit met een derde van Anhalt-Zerbst. Hij steunde in zijn land onderwijs, kerk en mijnbouw en breidde het wegennet uit. In 1810 stichtte hij het kuuroord Alexisbad. Hij verkreeg in 1806 de hertogelijke titel en trad in 1807, net als de andere Anhaltse vorsten, toe tot de Rijnbond. In 1812 viel een deel van het vorstendom Anhalt-Bernburg-Schaumburg-Hoym aan hem toe. Hij zegde in 1813 zijn lidmaatschap van de napoleontische Rijnbond op en zette zijn troepen, die eerder voor Napoleon hadden gestreden, in 1814 en 1815 in bij de strijd tegen de Franse keizer. Op 8 juni 1815 trad hij toe tot de Duitse Bond.
Hij werd na de dood van Leopold III Frederik Frans van Anhalt-Dessau in 1817 oudste van het Huis Anhalt. Als zodanig voerde hij namens de minderjarige hertog Lodewijk August tot 1818 het regentschap over het hertogdom Anhalt-Köthen. Hij stierf in 1834 en werd opgevolgd door zijn geesteszieke zoon Alexander Karel.

## Huwelijken en kinderen
Alexius was sinds 1794 gehuwd met Frederika van Hessen-Kassel (1768-1839), dochter van Willem I van Hessen-Kassel. Uit dit huwelijk, in 1817 door scheiding ontbonden, werden de volgende kinderen geboren:
- Catharina Wilhelmina (1796-1796)
- Wilhelmina Louise (1799-1882), gehuwd met Frederik van Pruisen, zoon van Louis van Pruisen
- Frederik Amadeus (1801-1801)
- Alexander Karel (1805-1863)

Hij hertrouwde in 1818 met Dorothea von Sonnenberg (1781-1818), die echter nog datzelfde jaar stierf. In 1819 hertrouwde hij met Ernestine von Sonnenberg (1779-1845).